# Zahomec
Zahomec (nemško Achomitz) je naselje v Občini Straja vas v Okraju Beljak-dežela na Koroškem v Avstriji.